# Номи (провинция Тренто)
Номи (итал. Nomi) — коммуна в Италии, располагается в провинции Тренто области Трентино-Альто-Адидже.
Население составляет 1403 человек (2011 г.), плотность населения составляет 213 чел./км². Занимает площадь 6 км². Почтовый индекс — 38060. Телефонный код — 0464.
Покровительницей коммуны почитается Пресвятая Богородица (Madonna della Consolazione), празднование в третье воскресение августа.

## Демография
Динамика населения:

## Администрация коммуны
- Официальный сайт: